# Средње школе у Смедереву
На територији Смедерева налази се следеће средње школе.

## Гимназије

### Гимназија
Школа се налази у улици Слободе 3.

## Струковне школе

### Економско-трговинска школа
Школа се налази у улици 16. октобра.

### Текстилно-технолошка и пољопривредна школа „Деспот Ђурађ”
Школа се налази у улици 17. октобра 40.

### Техничка школа
Школа се налази у улици Вука Караџића 13.

## Уметничке школе

### Музичка школа „Коста Манојловић”
Школа се налази у улици Милоша Великог 8.